# Roman Neustädter
Roman Neustädter (Dnjepropetrovsk, 18 februari 1988) is een Russisch-Duitse voetballer die voornamelijk als verdedigende middenvelder speelt, maar ook centraal op het middenveld of in de verdediging uit de voeten kan. Hij verruilde medio 2019 Fenerbahçe voor Dinamo Moskou. Neustädter speelde in 2012 en 2013 twee oefeninterlands voor Duitsland, maar koos begin 2016 voor het Russisch elftal.

## Clubcarrière
Neustädter werd geboren in de voormalige Sovjet-Unie, toen zijn vader – de drievoudig Kazachse international Peter Neustädter – voetbalde bij Dnjepr Dnjepropetrovsk. Zijn vader was een Volga-Duitser wiens familie na de Tweede Wereldoorlog gedwongen gedeporteerd werd naar de Kirgizische SSR. Hij groeide op bij zijn Russische moeder en zijn grootouders in Kirgizië. Na de val van de Sovjet-Unie ging zijn vader voor Duitse clubs spelen en verhuisde het gezin naar Duitsland. Door zijn afkomst mocht hij als international kiezen voor Duitsland, Rusland, Oekraïne, Kirgizië en Kazachstan. Op 30 mei 2016 werd hij Russisch staatsburger en kon hij voor dat land uitkomen.
Roman Neustädter werd in 1994 opgenomen in de jeugdopleiding van 1. FSV Mainz 05, waarin hij twaalf jaar speelde. Tussen 2006 en 2008 kwam hij 65 keer uit in de Regionalliga in het tweede elftal van Mainz, alvorens op 29 oktober 2008 zijn debuut te maken in het A-elftal van de club in de 2. Bundesliga. In de wedstrijd, een 0–1 overwinning op SC Freiburg, verving hij na 83 minuten speeltijd de Serviër Srđan Baljak. In het seizoen 2008/09 kwam Neustädter uiteindelijk tot zestien optredens in de tweede Duitse divisie, voor de club die als tweede eindigde en daardoor promotie afdwong naar de 1. Bundesliga. Trefzeker was hij niet; wel gaf hij eenmaal een assist, door vanuit een vrije trap de Burkinees Aristide Bancé met een kopbal te laten scoren in een competitieduel tegen FC Hansa Rostock (3–1 winst).

### Borussia Mönchengladbach
Neustädter tekende in mei 2009 transfervrij een contract voor drie jaar bij Borussia Mönchengladbach en wees daarmee een aanbod tot contractverlenging van promovendus Mainz 05 af. In Mönchengladbach was hij in het tweede elftal, uitkomend in de Regionalliga, een vaste kracht; bij het hoofdelftal van de club werd hij slechts zevenmaal in de wedstrijdselectie opgenomen en speelde hij in twee competitiewedstrijden in totaal acht minuten mee. In het seizoen 2010/11 was hij wel een vaste waarde in de A-selectie, waarmee hij 24 wedstrijden in de Bundesliga speelde; Neustädter speelde voor het eerst een volledige wedstrijd (negentig minuten speeltijd) op 6 november 2010 tegen Bayern München (3–3 gelijkspel). In de uitwedstrijd tegen 1. FC Nürnberg maakte hij zijn eerste doelpunt op het hoogste voetbalniveau en was daarmee ook de enige doelpuntenmaker van het duel, dat in 0–1 eindigde.
Het seizoen 2011/12 was het derde, laatste en ook meest succesvolle van Neustädter bij Borussia Mönchengladbach. In de competitie miste hij slechts één duel: door een enkelblessure miste hij de 32ste speelronde. Alle overige duels speelde hij, meestal de volledige wedstrijd. Met zijn club bereikte Neustädter in 2012 de vierde positie van het Bundesliga-klassement, waar in de drie seizoenen daarvoor de twaalfde plaats de beste prestatie was geweest. In januari 2012 tekende hij een contract voor vier jaar bij FC Schalke 04. De overgang leverde geen geld op voor Mönchengladbach, omdat de verbintenis van Neustädter bij die club afliep na het seizoen 2011/12. Hij was de tweede basisspeler die zijn vertrek bij de club aankondigde, nadat Marco Reus (naar Borussia Dortmund) hetzelfde deed. Doelman Marc-André ter Stegen en aanvaller Juan Arango tekenden daarentegen juist bij.

### FC Schalke 04
De volgende competitiejaargang begon Neustädter bij zijn nieuwe club. Hij maakte zijn debuut in de eerste wedstrijd van het competitieseizoen op 26 augustus tegen Hannover 96 (eindstand 2–2). Als defensieve middenvelder werd hij links bijgestaan door Julian Draxler en rechts door de Amerikaan Jermaine Jones; vóór hem speelde als aanvallende middenvelder Lewis Holtby. Op 18 september speelde Neustädter zijn eerste wedstrijd in een internationaal clubvoetbaltoernooi: in de UEFA Champions League debuteerde hij in de uitwedstrijd tegen Olympiakos Piraeus (1–2 winst). Hij speelde alle wedstrijden in de Champions League van Schalke 04 dat seizoen volledig, met uitzondering van het laatste duel in de achtste finale tegen Galatasaray SK: na rust werd hij wegens een schouderblessure (waardoor hij ook op 16 maart de met 3–0 verloren competitiewedstrijd tegen 1. FC Nürnberg miste) vervangen door Christian Fuchs. In de zeventiende minuut had hij op aangeven van Joël Matip Schalke 04 nog naar een 1–0 voorsprong geschoten; door de 2–3 eindstand werd de club echter uitgeschakeld. Na het seizoen 2012/13 was Neustädter ook in de seizoenen 2013/14, 2014/15 en 2015/16 een basiskracht in het elftal van FC Schalke 04.

### Fenerbahçe
Neustädter tekende in juli 2016 een contract bij Fenerbahçe, de nummer twee van Turkije in het voorgaande seizoen. Dat nam hem transfervrij over van Schalke.

## Spelersstatistieken
| Seizoen     | Club                   | Competitie         | Competitie | Competitie | Competitie | Beker | Beker | Beker | Europa | Europa | Europa | Totaal | Totaal | Totaal |
| Seizoen     | Club                   | Competitie         | Wed.       | Dlp.       | Ass.       | Wed.  | Dlp.  | Ass.  | Wed.   | Dlp.   | Ass.   | Wed.   | Dlp.   | Ass.   |
| ----------- | ---------------------- | ------------------ | ---------- | ---------- | ---------- | ----- | ----- | ----- | ------ | ------ | ------ | ------ | ------ | ------ |
| 2005/06     | 1.FSV Mainz 05 II      | Oberliga Südwest   | 5          | 0          | 0          | —     | —     | —     | —      | —      | —      | 5      | 0      | 0      |
| 2006/07     | 1.FSV Mainz 05 II      | Oberliga Südwest   | 31         | 1          | 0          | —     | —     | —     | —      | —      | —      | 31     | 1      | 0      |
| 2007/08     | 1.FSV Mainz 05 II      | Oberliga Südwest   | 25         | 5          | 3          | —     | —     | —     | —      | —      | —      | 25     | 5      | 3      |
| 2008/09     | 1.FSV Mainz 05 II      | Oberliga Südwest   | 10         | 3          | 0          | —     | —     | —     | —      | —      | —      | 10     | 3      | 0      |
| Club Totaal | Club Totaal            | Club Totaal        | 71         | 9          | 3          | 0     | 0     | 0     | 0      | 0      | 0      | 71     | 9      | 3      |
| 2008/09     | 1.FSV Mainz 05         | 2.Bundesliga       | 16         | 0          | 1          | 3     | 0     | 0     | —      | —      | —      | 19     | 0      | 1      |
| Club Totaal | Club Totaal            | Club Totaal        | 16         | 0          | 1          | 3     | 0     | 0     | 0      | 0      | 0      | 19     | 0      | 1      |
| 2009/10     | Borussia M'Gladbach II | Oberliga Südwest   | 23         | 3          | 0          | —     | —     | —     | —      | —      | —      | 0      | 0      | 0      |
| Club Totaal | Club Totaal            | Club Totaal        | 23         | 3          | 0          | 0     | 0     | 0     | 0      | 0      | 0      | 23     | 3      | 0      |
| 2009/10     | Borussia M'Gladbach    | Bundesliga         | 2          | 0          | 0          | 0     | 0     | 0     | —      | —      | —      | 2      | 0      | 0      |
| 2010/11     | Borussia M'Gladbach    | Bundesliga         | 26         | 1          | 0          | 2     | 0     | 1     | —      | —      | —      | 28     | 1      | 1      |
| 2011/12     | Borussia M'Gladbach    | Bundesliga         | 33         | 0          | 1          | 5     | 0     | 1     | —      | —      | —      | 38     | 0      | 2      |
| Club Totaal | Club Totaal            | Club Totaal        | 61         | 1          | 1          | 7     | 0     | 2     | 0      | 0      | 0      | 68     | 1      | 3      |
| 2012/13     | Schalke 04             | Bundesliga         | 31         | 3          | 2          | 2     | 0     | 0     | 8      | 1      | 0      | 41     | 4      | 2      |
| 2013/14     | Schalke 04             | Bundesliga         | 32         | 2          | 5          | 3     | 0     | 0     | 9      | 0      | 0      | 44     | 2      | 5      |
| 2014/15     | Schalke 04             | Bundesliga         | 29         | 2          | 0          | 1     | 0     | 0     | 8      | 0      | 0      | 38     | 2      | 0      |
| 2015/16     | Schalke 04             | Bundesliga         | 30         | 0          | 1          | 1     | 0     | 0     | 7      | 0      | 0      | 38     | 0      | 1      |
| Club Totaal | Club Totaal            | Club Totaal        | 122        | 7          | 8          | 7     | 0     | 0     | 32     | 1      | 0      | 161    | 8      | 8      |
| 2016/17     | Fenerbahce             | Süper Lig          | 18         | 0          | 0          | 7     | 0     | 1     | 8      | 0      | 0      | 33     | 0      | 1      |
| 2017/18     | Fenerbahce             | Süper Lig          | 32         | 3          | 0          | 9     | 0     | 0     | 3      | 2      | 0      | 44     | 5      | 0      |
| 2018/19     | Fenerbahce             | Süper Lig          | 21         | 1          | 0          | 2     | 0     | 0     | 8      | 1      | 0      | 31     | 2      | 0      |
| Club Totaal | Club Totaal            | Club Totaal        | 71         | 4          | 0          | 18    | 0     | 1     | 19     | 3      | 0      | 108    | 7      | 1      |
| 2019/20     | Dinamo Moskou          | Premier Liga       | 20         | 0          | 1          | 1     | 0     | 0     | —      | —      | —      | 21     | 0      | 1      |
| 2020/21     | Dinamo Moskou          | Premier Liga       | 16         | 1          | 0          | 1     | 0     | 0     | —      | —      | —      | 17     | 1      | 0      |
| Club Totaal | Club Totaal            | Club Totaal        | 36         | 1          | 1          | 2     | 0     | 0     | 0      | 0      | 0      | 38     | 1      | 1      |
| 2021/22     | KVC Westerlo           | 1B Pro League      | 2          | 0          | 0          | 0     | 0     | 0     | —      | —      | —      | 2      | 0      | 0      |
| 2022/23     | KVC Westerlo           | Jupiler Pro League | 34         | 1          | 1          | 2     | 0     | 0     | —      | —      | —      | 36     | 1      | 1      |
| 2023/24     | KVC Westerlo           | Jupiler Pro League | 31         | 0          | 0          | 1     | 0     | 0     | —      | —      | —      | 32     | 0      | 0      |
| 2024/25     | KVC Westerlo           | Jupiler Pro League | 21         | 1          | 0          | 0     | 0     | 0     | —      | —      | —      | 21     | 1      | 0      |
| 2025/26     | KVC Westerlo           | Jupiler Pro League | 1          | 0          | 0          | 0     | 0     | 0     | —      | —      | —      | 1      | 0      | 0      |
| Club Totaal | Club Totaal            | Club Totaal        | 89         | 2          | 1          | 3     | 0     | 0     | 0      | 0      | 0      | 92     | 2      | 1      |
| TOTAAL      | TOTAAL                 | TOTAAL             | 489        | 27         | 15         | 40    | 0     | 3     | 51     | 4      | 0      | 580    | 31     | 18     |

Bijgewerkt tot en met het seizoen 2015/16.

## Interlandcarrière
Bondscoach Joachim Löw nam Roman Neustädter in november 2012 voor het eerst op in de selectie van het Duits voetbalelftal, naar aanleiding van zijn recente prestaties bij Schalke 04 en zijn technische vaardigheden. Duitsland speelde in november een vriendschappelijke interland tegen Nederland. In die wedstrijd maakte Neustädter zijn interlanddebuut door clubgenoot Lewis Holtby na 87 minuten speeltijd te vervangen. Andere debutanten in het duel waren (aan Nederlandse zijde) Kenneth Vermeer (AFC Ajax) en Marco van Ginkel (SBV Vitesse). Naast Holtby speelde Neustädter ook samen met clubgenoten Benedikt Höwedes en Julian Draxler (en Ibrahim Afellay als tegenstander). Op 29 mei 2013 volgde zijn tweede en vooralsnog laatste wedstrijd in het Duits voetbalelftal: in de met 4–2 gewonnen oefeninterland bereidde hij het vierde Duitse doelpunt voor (assist), die in de 24ste minuut door Lars Bender gemaakt werd. Stefan Reinartz verving Neustädter na een uur speeltijd.
Hij kreeg in januari 2016 een Russisch paspoort; omdat zijn twee interlands voor Duitsland op vriendschappelijke basis waren, kreeg hij toestemming voor de overstap. Leonid Sloetski nam Neustädter in mei 2016 op in de selectie van het Russisch voetbalelftal voor het Europees kampioenschap 2016 in Frankrijk. Daar werd de selectie onder leiding van bondscoach Leonid Sloetski in de groepsfase uitgeschakeld na een gelijkspel tegen Engeland (1–1) en nederlagen tegen Slowakije (1–2) en Wales (0–3).
Op 24 maart 2018 raakte hij in opspraak, toen Neustädter samen met Konstantin Rausch in de nacht van vrijdag op zaterdag, na de verloren oefeninterland tegen Brazilië (0–3), werd gesignaleerd in een nachtclub in Moskou. Bondscoach Stanislav Tsjertsjesov had zijn spelers opgedragen om voor middernacht terug te zijn in het spelershotel. Daarop kregen beiden een boete van de Russische voetbalbond en boden hun excuses aan.

### Overzicht als interlandspeler
| Interlands van Roman Neustädter voor Duitsland en Rusland | Interlands van Roman Neustädter voor Duitsland en Rusland | Interlands van Roman Neustädter voor Duitsland en Rusland | Interlands van Roman Neustädter voor Duitsland en Rusland | Interlands van Roman Neustädter voor Duitsland en Rusland | Interlands van Roman Neustädter voor Duitsland en Rusland |
| №                                                         | Datum                                                     | Wedstrijd                                                 | Uitslag                                                   | Soort wedstrijd                                           | Doelpunten                                                |
| Duitsland                                                 | Duitsland                                                 | Duitsland                                                 | Duitsland                                                 | Duitsland                                                 | Duitsland                                                 |
| Als speler bij FC Schalke 04                              | Als speler bij FC Schalke 04                              | Als speler bij FC Schalke 04                              | Als speler bij FC Schalke 04                              | Als speler bij FC Schalke 04                              | Als speler bij FC Schalke 04                              |
| --------------------------------------------------------- | --------------------------------------------------------- | --------------------------------------------------------- | --------------------------------------------------------- | --------------------------------------------------------- | --------------------------------------------------------- |
| 1.                                                        | 14 november 2012                                          | Nederland – Duitsland                                     | 0 – 0                                                     | Vriendschappelijk                                         |                                                           |
| 2.                                                        | 29 mei 2013                                               | Ecuador – Duitsland                                       | 2 – 4                                                     | Vriendschappelijk                                         |                                                           |
| Rusland                                                   |                                                           |                                                           |                                                           |                                                           |                                                           |
| 1.                                                        | 1 juni 2016                                               | Tsjechië – Rusland                                        | 2 – 1                                                     | Vriendschappelijk                                         |                                                           |
| 2.                                                        | 11 juni 2016                                              | Engeland – Rusland                                        | 1 – 1                                                     | EK 2016                                                   |                                                           |
| 3.                                                        | 15 juni 2016                                              | Rusland – Slowakije                                       | 1 – 2                                                     | EK 2016                                                   |                                                           |